# Zabytki w Międzyrzeczu
Do wojewódzkiego rejestru zabytków Międzyrzecza wpisane są:
- teren miasta

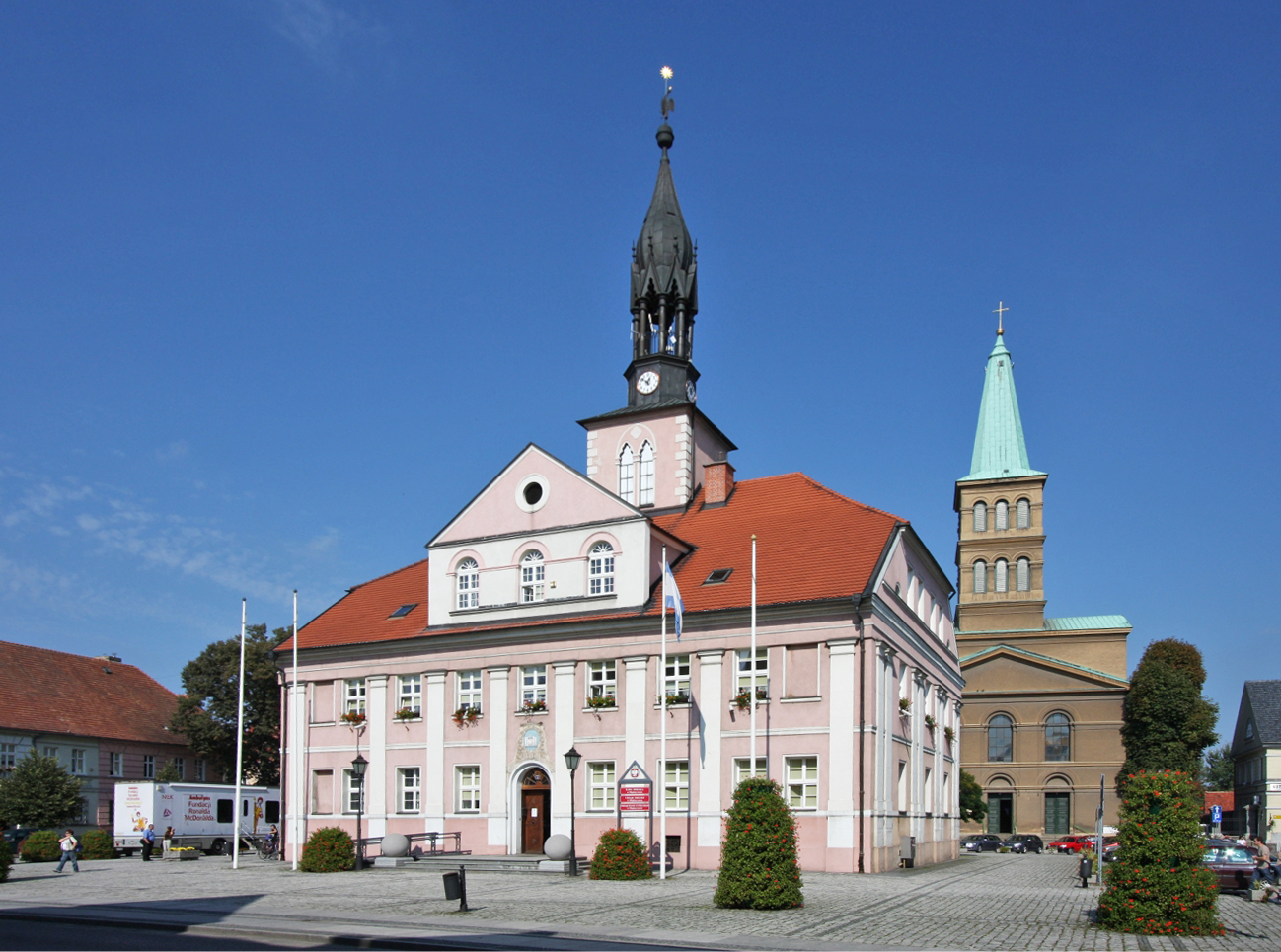
Ratusz

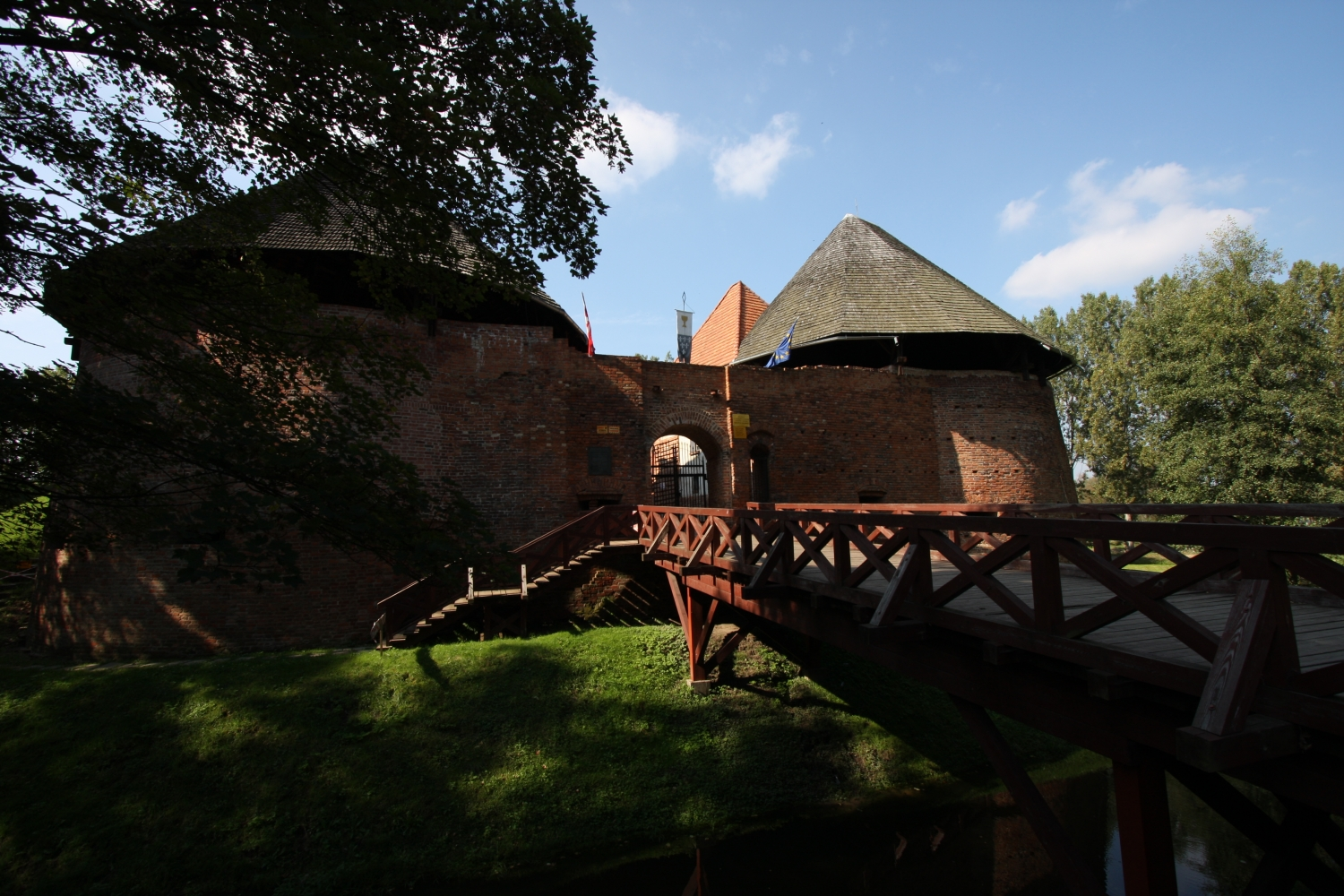
Zamek

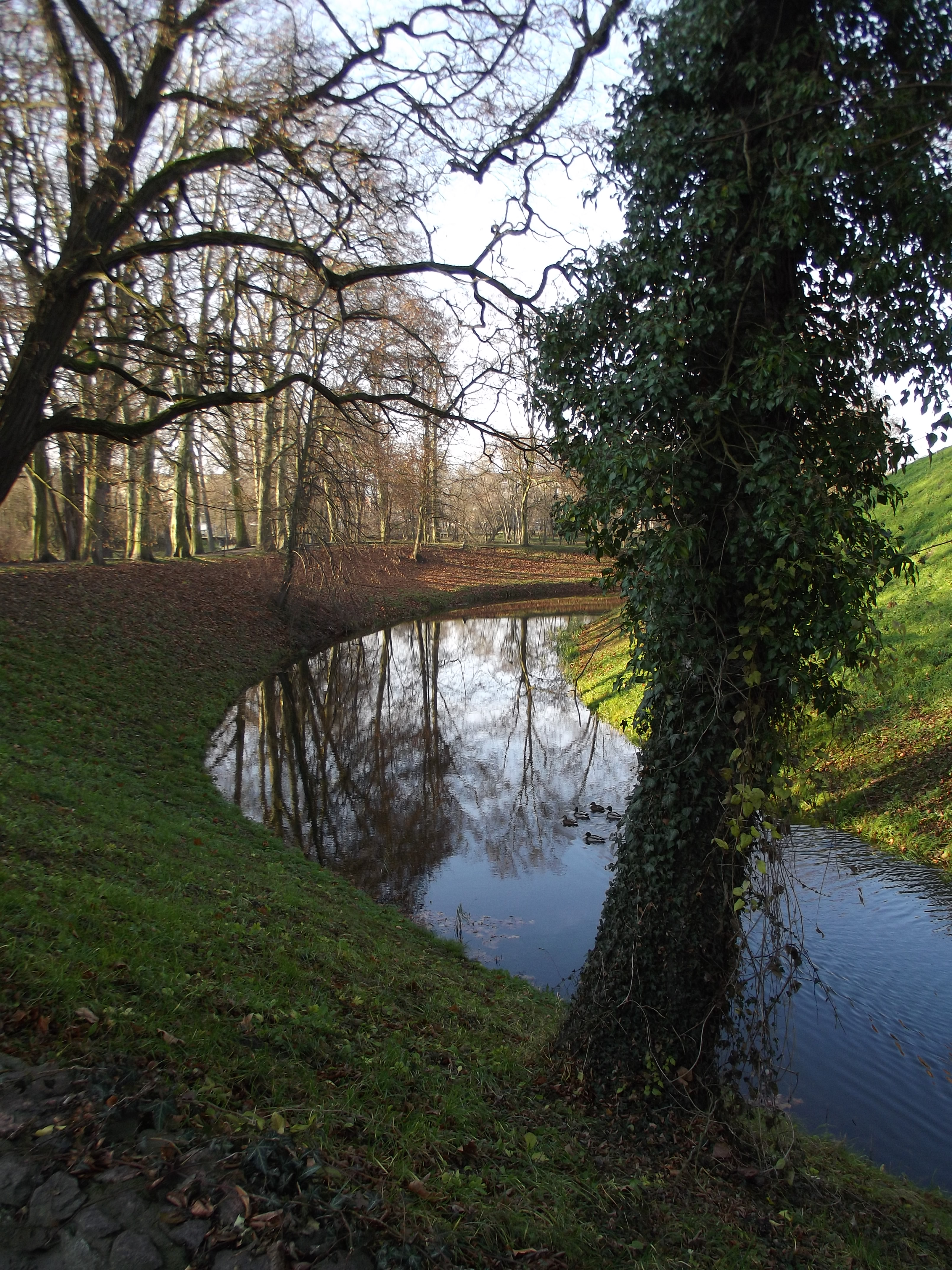
Zewnętrzny wał dawnego grodu z fosą zamkową

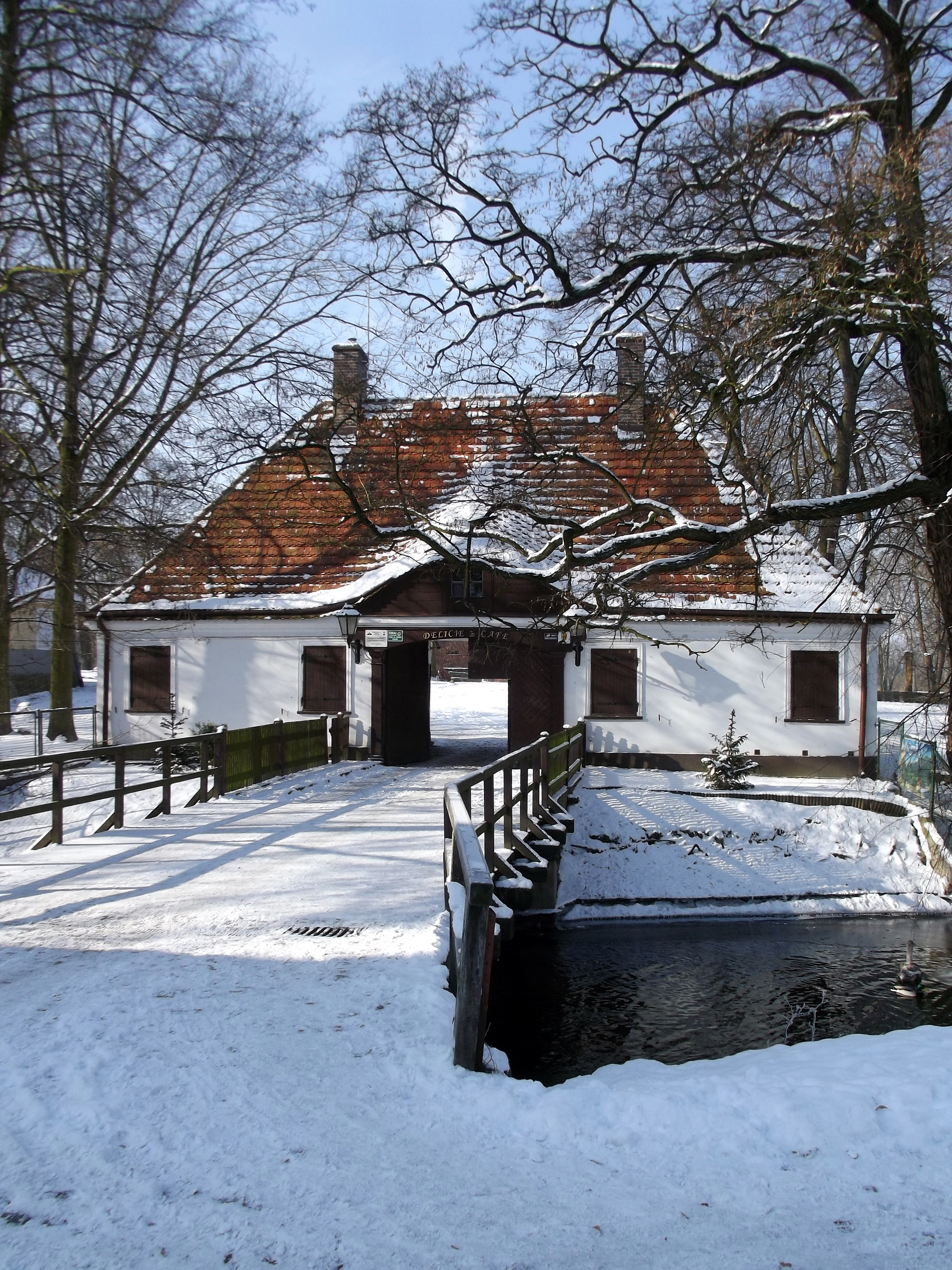
Dom bramny

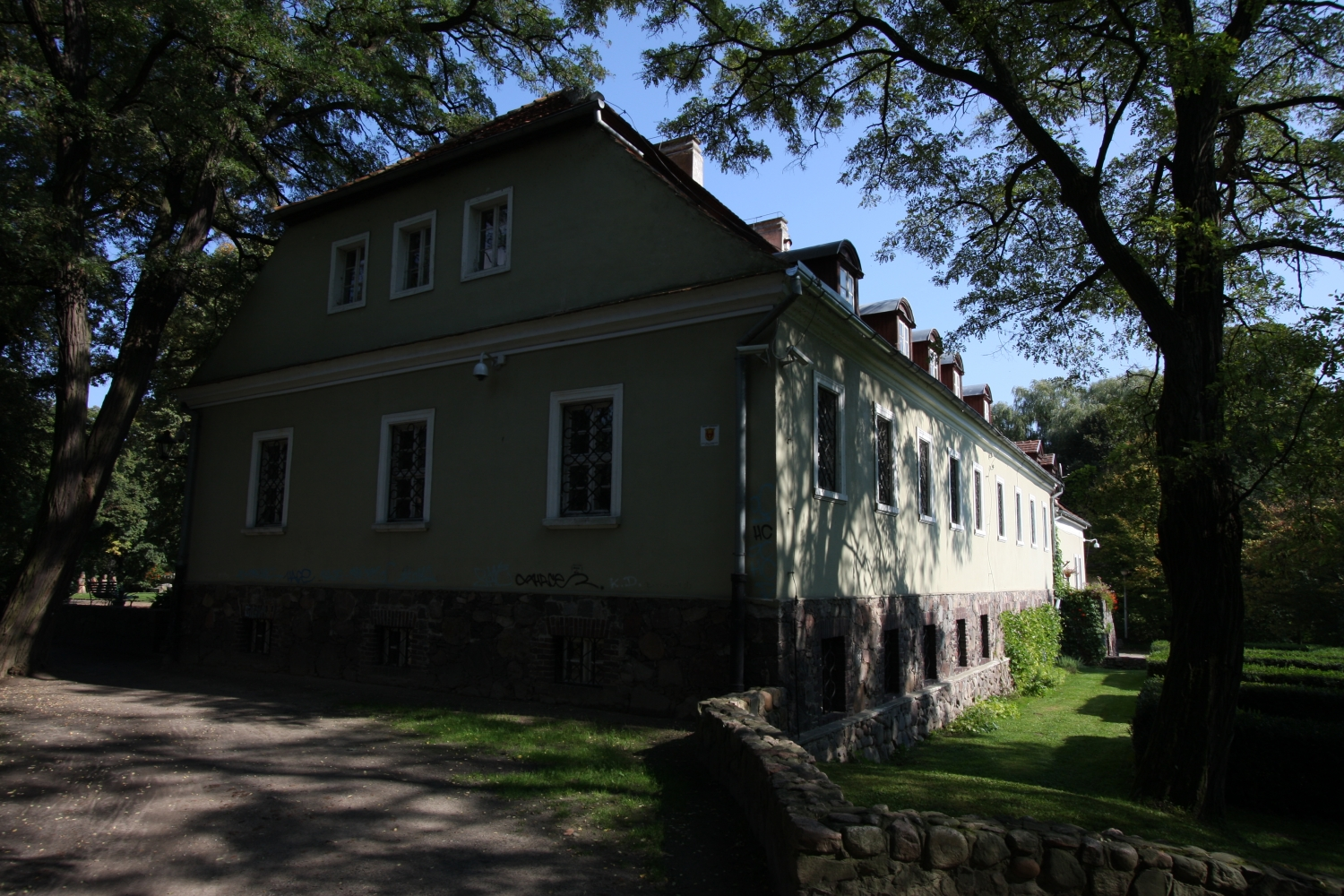
Dawna rezydencja starostów

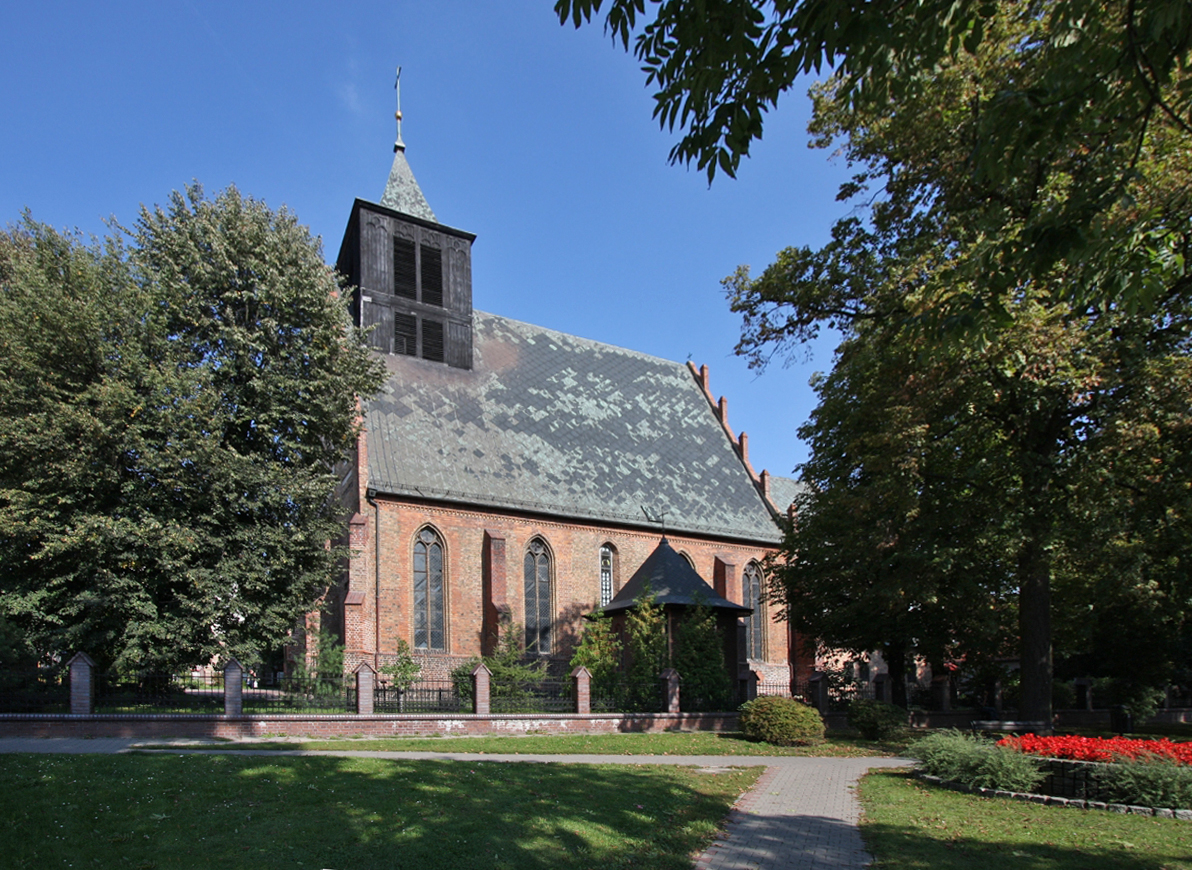
Kościół pw. św. Jana Chrzciciela

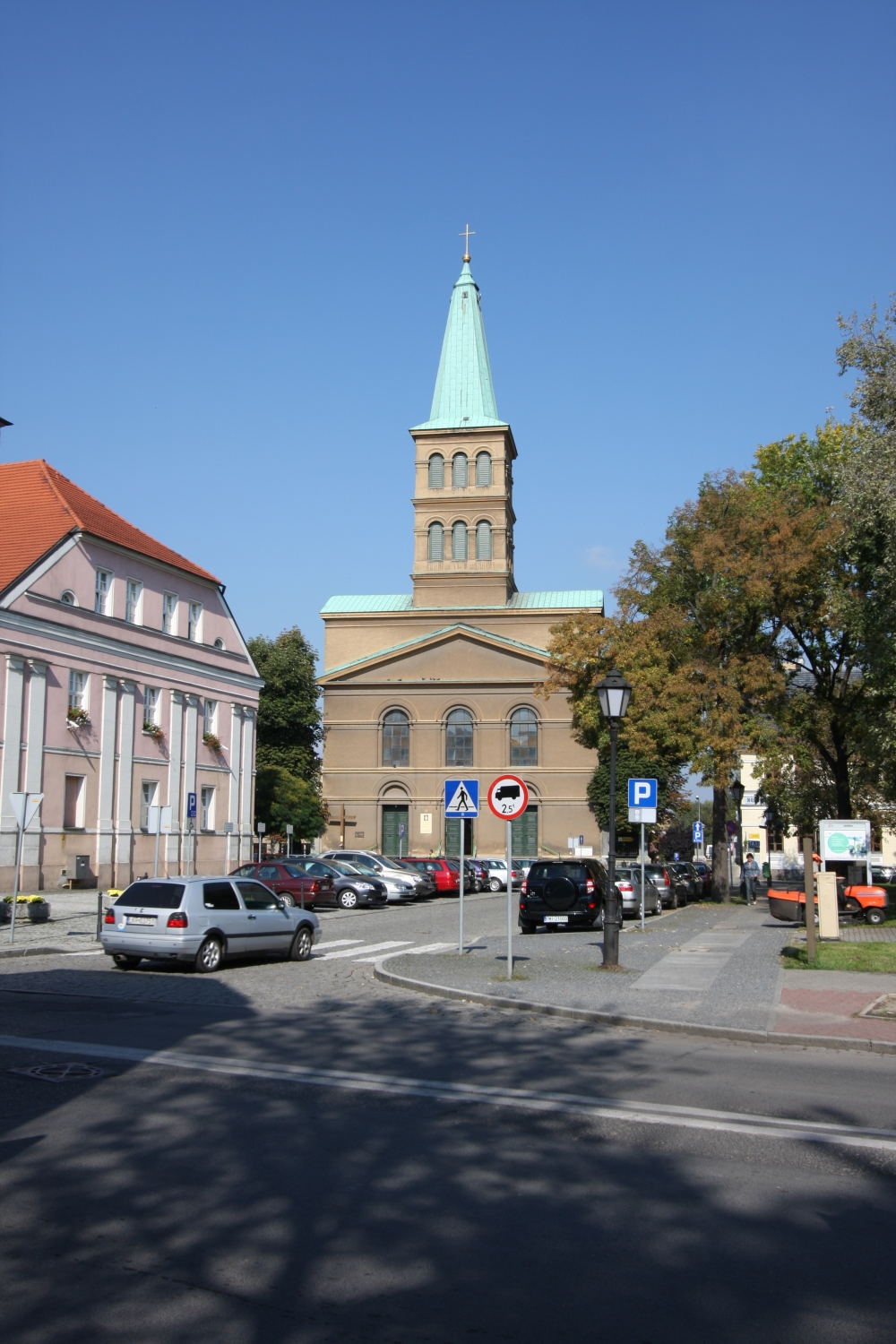
Kościół pw. św. Wojciecha

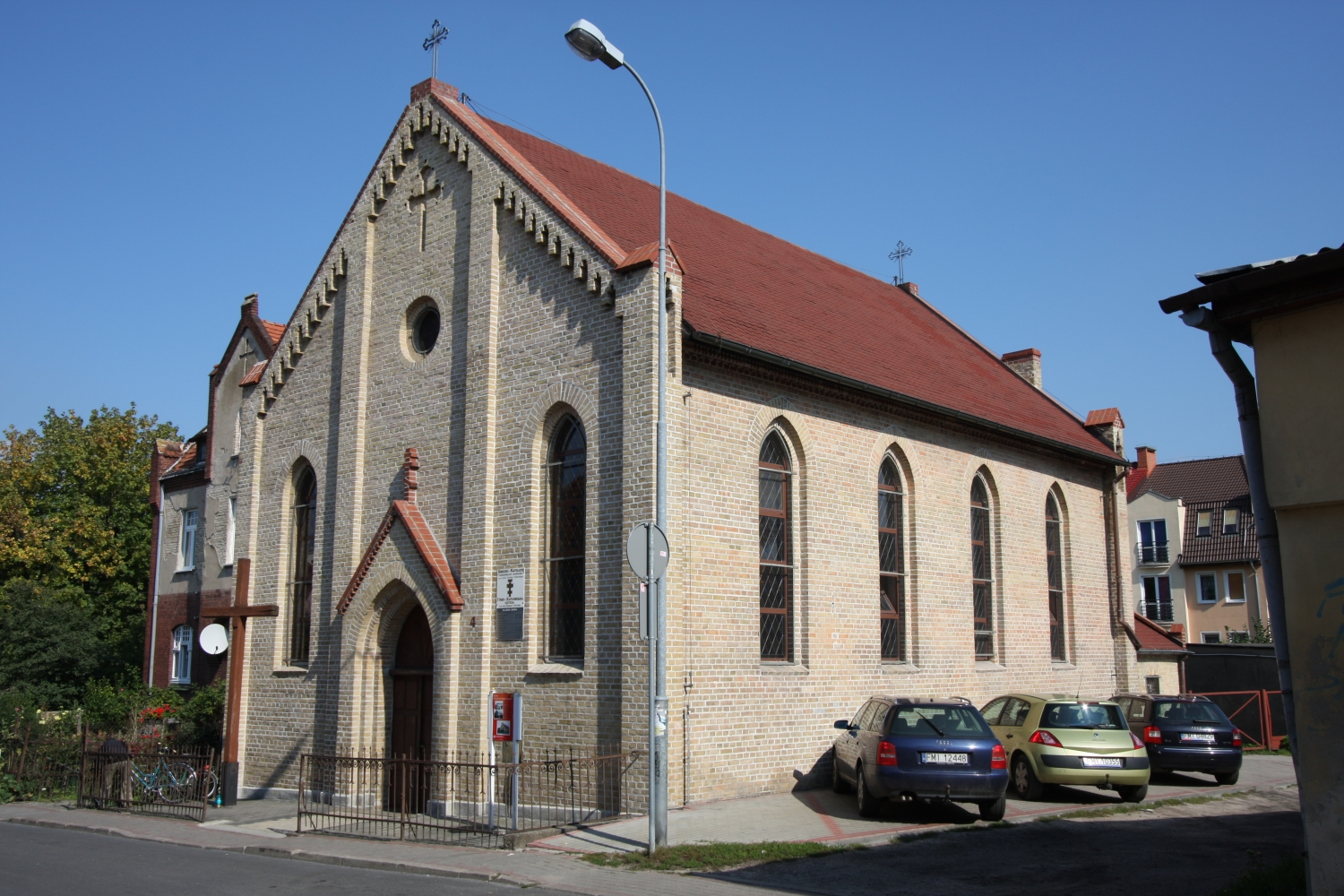
Cerkiew greckokatolicka

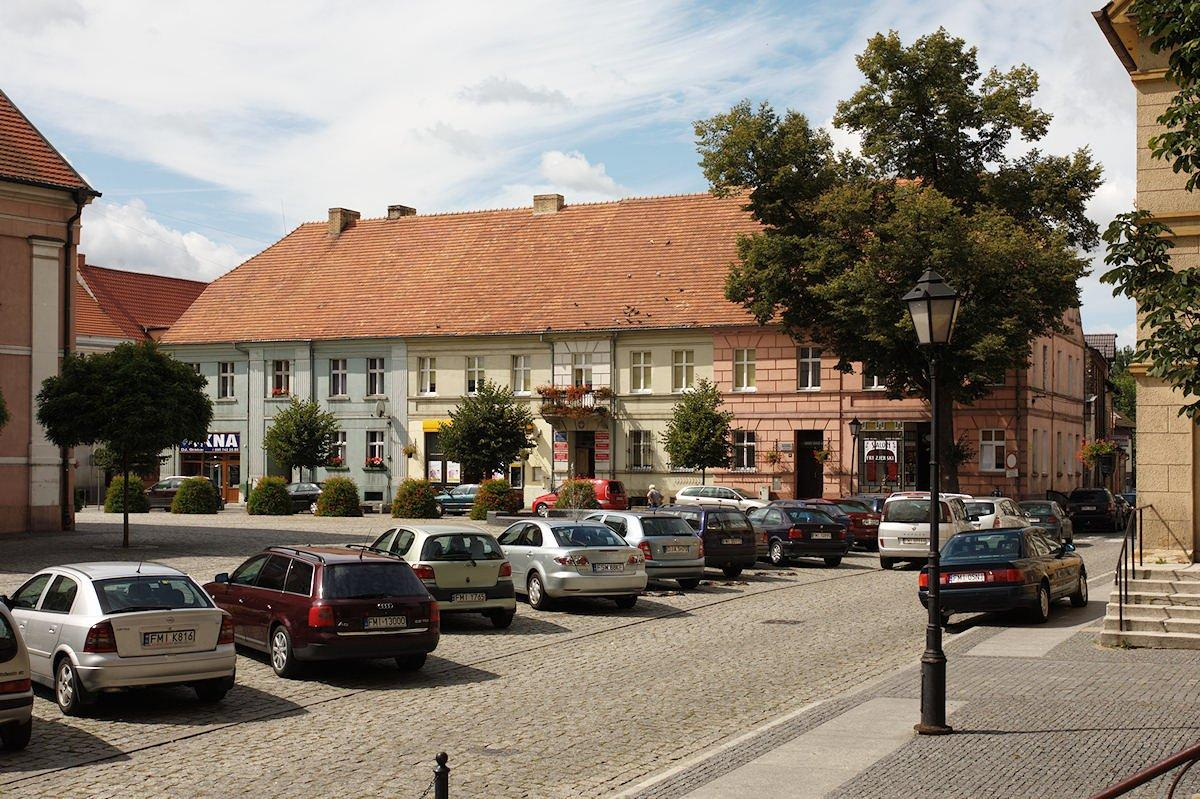
Zachodnia pierzeja rynku

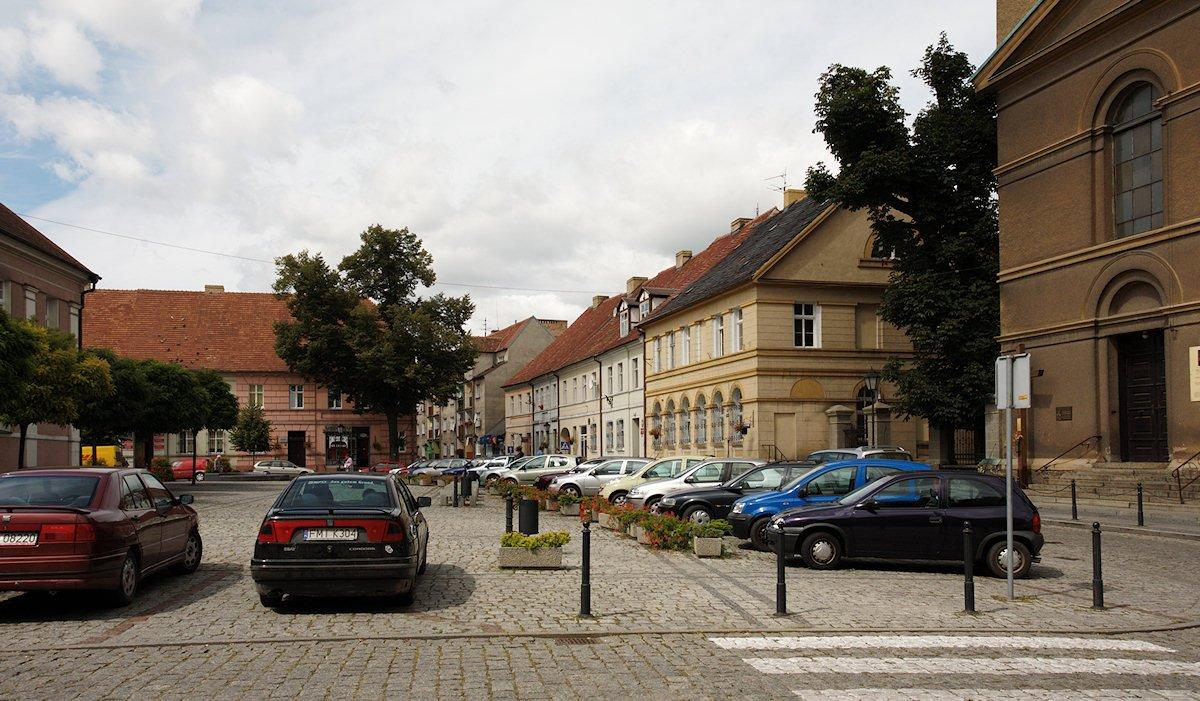
Północna pierzeja rynku

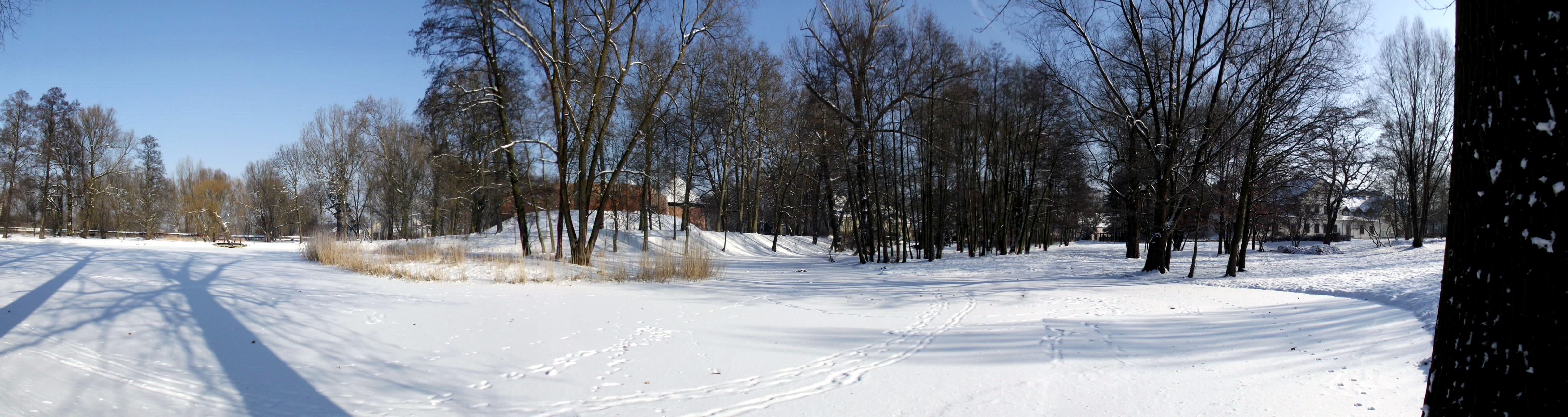
Panorama parku zamkowego

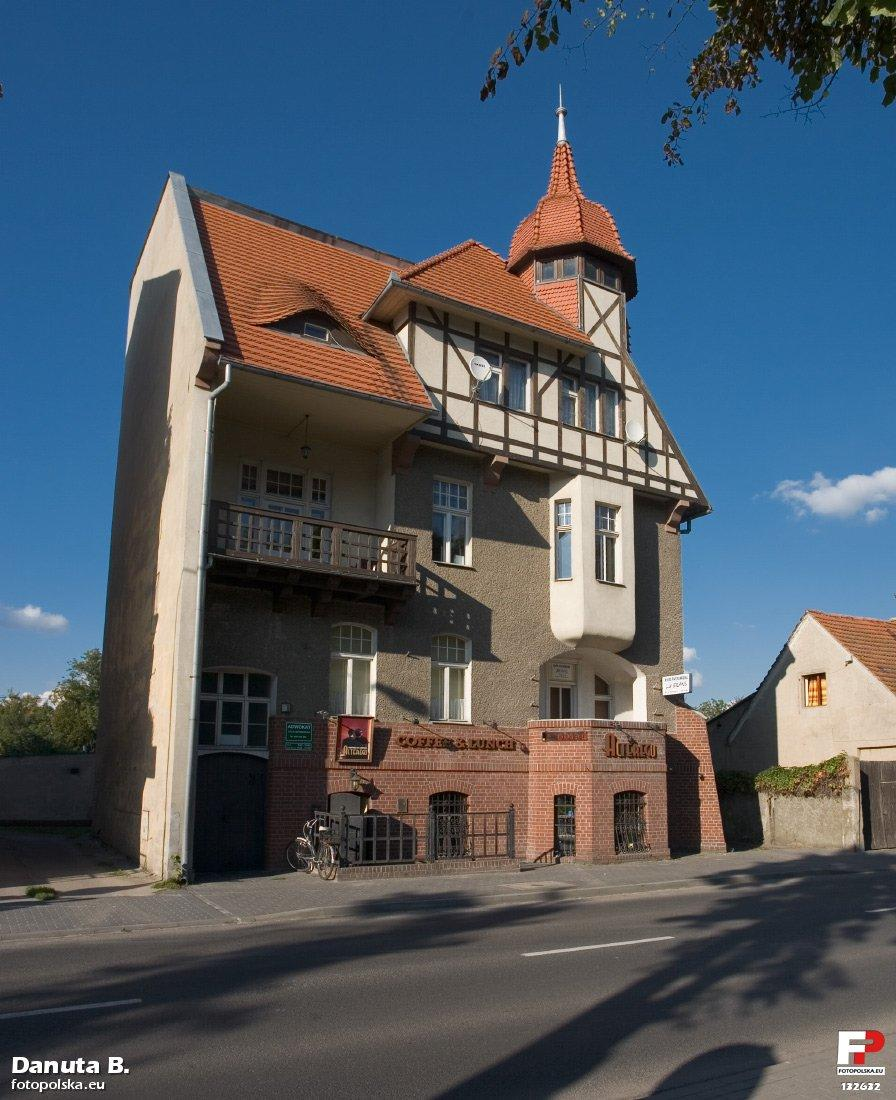
Willa Gustawa Gebauera

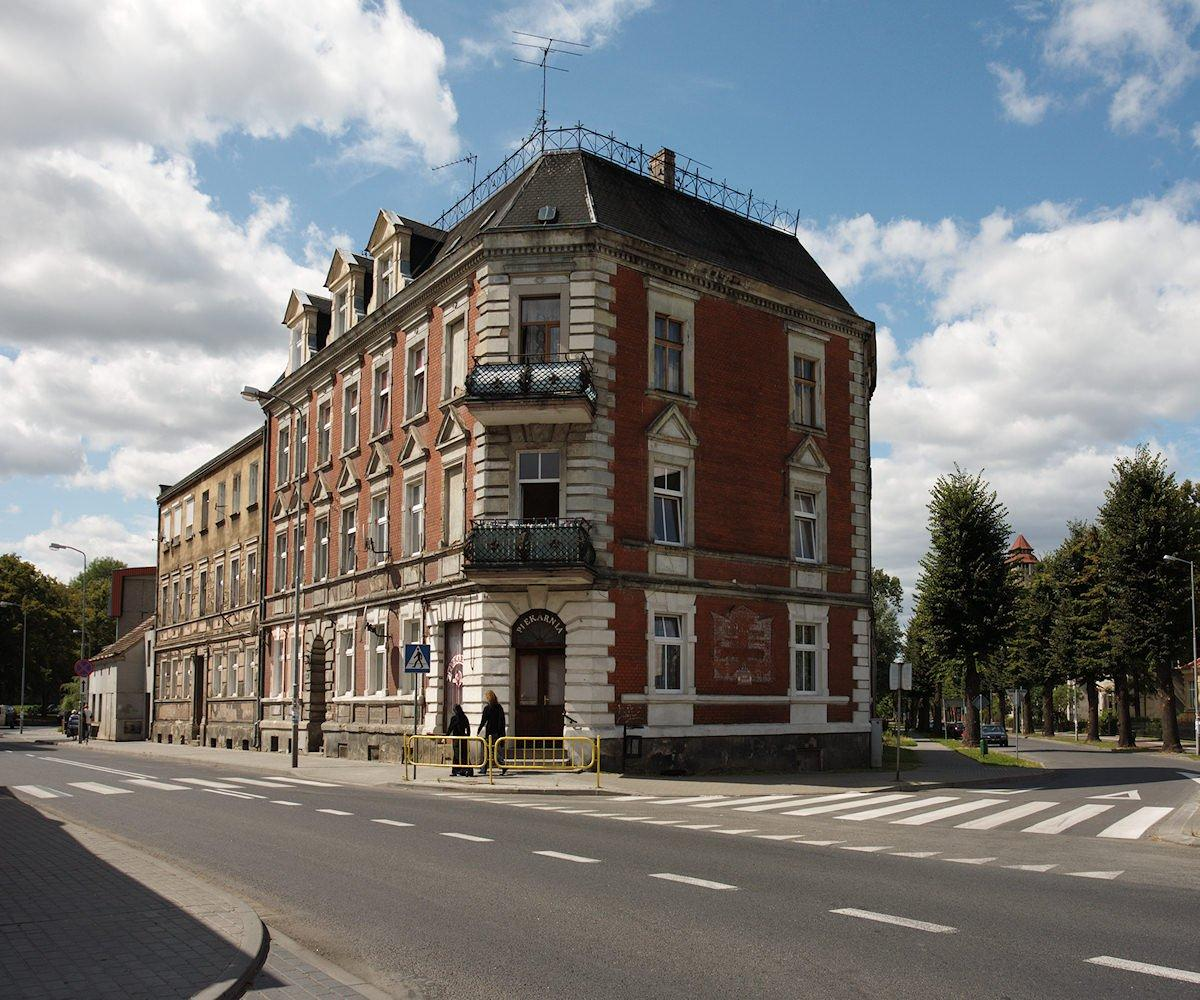
Kamienice w ciągu ul. 30 stycznia

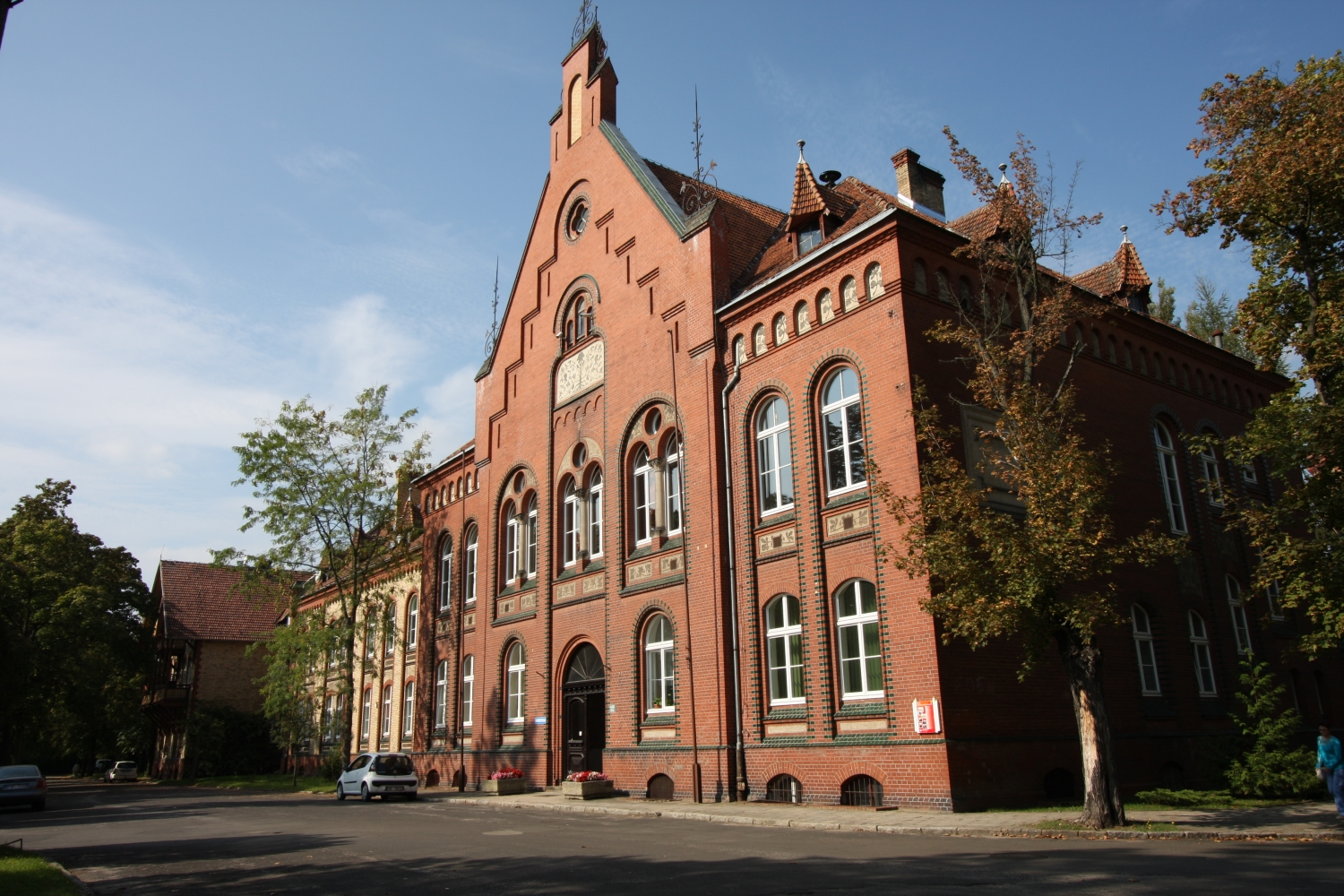
Gmach dyrekcji w Obrzycach

- kościół parafialny pod wezwaniem św. Jana Chrzciciela, ul. Mieszka I 13, z XIV-XV wieku, w 1862 roku
- kościół ewangelicki, obecnie rzymskokatolicki filialny pod wezwaniem św. Wojciecha, z 1834 roku
- zbór luterański, obecnie greckokatolicka parafialna cerkiew pod wezwaniem śś. Cyryla i Metodego, ul. Ściegiennego 4, z XIX wieku
- synagoga, obecnie magazyn, z XIX wieku
- kaplica grobowa, z 1730 roku, nie istnieje
- aleja lipowa, wyjazd z miasta do Skwierzyny, z połowy XIX wieku
- zespół zamkowy, z XIV wieku, przebudowany w XIX wieku:
  - ruiny zamku
  - „starostwo”
  - oficyna
  - folwark
- ratusz, z 1813 roku
- zespół stacji kolejowej, pl. Powstańców Wielkopolskich
  - dworzec, z 1885 roku
  - dawny szalet, obecnie garaż, z 1885 roku
  - dwie wodociągowe wieże ciśnień, z 1913 roku
- sąd, obecnie areszt śledczy, ul. Wojska Polskiego 7, z 1890 roku
- więzienie, obecnie areszt śledczy, ul. Wojska Polskiego 7, z 1890 roku
- szpital „polski”, z XIX wieku
- szpital „ewangelicki”, ul. Młyńska 90, z XIX wieku
- domy, ul. Konstytucji 3 Maja[2][3] 5, 6, 7, 38 i 48 nie istnieją, 49, 50, z początku XIX wieku
- domy, ul. Chłodna 4, 22/23, 25 z XIX wieku
- dom, ul. Chłodna 21, wybudowany po 1824 roku, przebudowany w XIX wieku, nie istnieje
- domy, ul. Garncarska 5, 15-17 z XIX wieku, nie istnieją
- willa, obecnie szkoła, ul. Konstytucji 3 Maja 60, z 1927 roku
- dom, ul. Krótka 4, z XIX wieku
- domy, ul. Mieszka I[4][3] 2, 3, 4, 5, 12, 13, 17, 19, z XIX wieku, 20 z XVIII wieku
- domy, ul. Lipowa 2, 11, 16-18 z XIX wieku
- domy, ul. Lipowa 3-5, 7-8, 10 z XIX wieku, nie istnieją
- domy, ul. 1 Maja 9, 10 z początku XIX wieku
- domy, ul. 3 Maja 6-7, 10, 12, 14 z początku XIX wieku
- dom, ul. Młyńska 1, z połowy XIX wieku
- zajazd, ul. Młyńska 3, z połowy XIX wieku
- domy, ul. Młyńska 3, 5 z XIX wieku
- dom, ul. Młyńska 9 a, murowano-szachulcowy, z XIX wieku, nie istnieje
- domy, ul. Młyńska 10, 11 z XIX wieku, nie istnieją
- dom, ul. Młyńska 14, z początku XX wieku
- dom, ul. Ogrodowa 12 (dec. Młyńska 1), z XIX wieku
- domy, ul. Orląt 2-3, 5 z XIX wieku
- dom, ul. Różana 2, 4-5 z XVIII wieku/ XIX wieku
- dom, ul. Różana 8, z XVIII wieku/ XIX wieku, nie istnieje
- dom, Rynek 3 z 1886 roku, z 1924 roku
- domy, Rynek 6, 7-8, 10-12, 16, 21 z XIX wieku
- domy, ul. Sikorskiego 7, 8-9 z XIX wieku, nie istnieją
- domy, ul. Sikorskiego 14, 26 z XIX wieku
- dom, ul. Sikorskiego 16 - ul. 30 Stycznia 68, z XIX wieku
- dom, ul. Skargi 6, z początku XIX wieku
- dom, ul. Skargi 9, z XVIII wieku/ XIX wieku
- dom, ul. Skargi 10, z połowy XIX wieku
- domy, ul. Spokojna 2, 7-8 z XIX wieku
- domy, ul. Spokojna 6, 10 z XIX wieku, nie istnieją
- domy, ul. Spokojna 11, 12/14 z XIX wieku
- dawna remiza strażacka, ul. Staszica 1, 1926 roku
- domy, ul. Strzelecka 12-14 z XIX wieku
- domy, ul. 30 Stycznia 2-4/6, 10, 12, 15, 28, 38, 75 z XIX wieku
- dom, ul. Mieszka I 5, z połowy XIX wieku/XX wieku
- domy, ul. Kazimierza Wielkiego 2, 4, 6, 8, 10, 12, 14, 16, 18, 20, 22, 24 z XIX wieku
- domy, ul. Kazimierza Wielkiego dawny nr 3, 7-8 z XIX wieku
- domy, ul. Wesoła 1-2, 4, 6, 8, 10, 12, 14, 16, z połowy XIX wieku
- dom, ul. Wesoła 18, z 1830 roku
- dom, ul. Winnice 17, z połowy XIX wieku
- dawna karczma, ul. Zachodnia, z XVIII wieku, przebudowany w XIX wieku
- dom, dawne kolegium jezuitów, ul. Zamkowa 4, z 1660 roku, przebudowany w XVIII wieku, XIX wieku/XX wieku

Międzyrzecz - Obrzyce
- zespół szpitala psychiatrycznego, ul. Poznańska 109, z lat 1901-14: 
  - pawilony dla chorych
  - gmach dyrekcji
  - kościół, obecnie filialny pod wezwaniem Niepokalanego Poczęcia NMP
  - cmentarz
  - kostnica
  - wieża ciśnień
  - pralnia
  - lodownia
  - mieszkania personelu
  - kuchnia
  - park szpitalny

Międzyrzecki Rejon Umocniony
- centralny odcinek, z lat 1934-45
- 58 dzieł pancernych i innych obiektów bojowych
- zespół podziemnych korytarzy łącznikowych
- system zapór przeciwpancernych – „zęby smoka”, położonych na terenie gmin : 
  - → Międzyrzecz, powiat międzyrzecki
  - → Lubrza, powiat świebodziński
  - → Świebodzin, powiat świebodziński.